# Oshi ga Budōkan Ittekuretara Shinu
Oshi ga Budōkan Ittekuretara Shinu (推しが武道館いってくれたら死ぬ?) es un manga escrito e ilustrado por Auri Hirao. Ha sido serializado en la revista Monthly Comic Ryū de Tokuma Shoten desde agosto de 2015. Una adaptación al anime producida por el estudio 8-Bit fue emitida en Japón entre el 9 de enero y el 26 de marzo de 2020.

## Argumento
La historia se centra en una chica llamada Eripiyo, quien es una fanática obsesa del grupo de Idols "Cham Jam". Ella se encuentra completamente obsesionada con Maina, la tímida miembro de menor rango del grupo, el cual hace sus presentaciones en un escenario clandestino de la prefectura de Okayama.
La obsesión de Eripiyo por Maina es tan fuerte que ella realizara lo imposible para apoyarla hasta el día en el que el grupo se presente en el Budokan, uno de los lugares más importantes para ofrecer conciertos de Idols ubicado en el centro de Tokio.

## Personajes

### Personajes principales
Eripiyo (えりぴよ?)
 Seiyū: Fairouz Ai
Kumasa (くまさ?)
 Seiyū: Tomoaki Maeno
Motoi (基?)
 Seiyū: Yoshitaka Yamaya
Reina (玲奈?)
 Seiyū: Kana Ichinose

### ChamJam
Maina Ichii (市井舞菜 Ichii Maina?)
 Seiyū: Hina Tachibana
Reo Igarashi (五十嵐 れお Igarashi Reo?)
 Seiyū: Kaede Hondo
Sorane Matsuyama (松山 空音 Matsuyama Sorane?)
 Seiyū: Ikumi Hasegawa
Maki Hakata (伯方 眞妃 Hakata Maki?)
 Seiyū: Maya Enoyoshi
Yumeri Mizumori (水守 ゆめ莉 Mizumori Yumeri?)
 Seiyū: Kaori Ishihara
Yūka Teramoto (寺本 優佳 Teramoto Yūka?)
 Seiyū: Misaki Watada
Aya Yokota (横田 文 Aya Yokota?)
 Seiyū: Manami Itō

## Contenido de la obra

### Manga
Oshi ga Budōkan Ittekuretara Shinu es escrito e ilustrado por Auri Hirao. Comenzó la serialización en la edición de agosto de 2015 de la revista Monthly Comic Ryū de Tokuma Shoten.
| N.º | Fecha de lanzamiento     | ISBN original          |
| --- | ------------------------ | ---------------------- |
| 1   | 13 de febrero de 2016    | ISBN 978-4-19-950491-4 |
| 2   | 16 de septiembre de 2016 | ISBN 978-4-19-950527-0 |
| 3   | 13 de junio de 2017      | ISBN 978-4-19-950570-6 |
| 4   | 11 de mayo de 2018       | ISBN 978-4-19-950622-2 |
| 5   | 13 de diciembre de 2018  | ISBN 978-4-19-950658-1 |
| 6   | 12 de octubre de 2019    | ISBN 978-4-19-950689-5 |
| 7   | 11 de diciembre de 2020  | ISBN 978-4-19-950725-0 |
| 8   | 13 de diciembre de 2021  | ISBN 978-4-19-950761-8 |
| 9   | 13 de septiembre de 2022 | ISBN 978-4-19-950789-2 |
| 10  | 13 de enero de 2024      | ISBN 978-4-19-950841-7 |
| 11  | 13 de diciembre de 2024  | ISBN 978-4-19-950887-5 |

### Anime
La adaptación a serie de anime fue anunciada en la edición de julio de la revista Monthly Comic Ryū publicada 18 de mayo de 2018. La animación estuvo a cargo del estudio Eight Bit y dirigida por Yusuke Yamamoto, con guiones de Deko Akao, diseño de personajes de Tomoyuki Shitaya y Masaru Yonezawa y la composición musical de Moe Hyūga. El tema de apertura «Clover Wish» es interpretado por el grupo idol ChamJam y el tema de cierre «♡Momoiro Kataomoi♡» (♡桃色片想い♡?) por Ai Fairouz como Eripiyo. La serie de 12 episodios fue emitida entre el 9 de enero y el 26 de marzo de 2020 en TBS y BS-TBS.